# Endocochlus binarius
Endocochlus binarius är en svampart som beskrevs av Drechsler 1949. Endocochlus binarius ingår i släktet Endocochlus och familjen Cochlonemataceae.   Inga underarter finns listade i Catalogue of Life.